# Kommandierender General der Deutschen Luftwaffe in Finnland
Der Kommandierende General der Deutschen Luftwaffe in Finnland war eine höhere Dienststellung der deutschen Luftwaffe im Zweiten Weltkrieg.

## Geschichte
Die Aufstellung des Stabes der Dienststelle mit Sitz in Rovaniemi erfolgte am 1. November 1943 aus dem Luftgau-Kommandos Finnland, welches seit 30. August 1941 bestand, der Luftflotte 5 unterstellt war.
Dem Kommandierenden General der Deutschen Luftwaffe in Finnland oblag die taktische und operative Führung der Luftwaffenverbände in seinem Hoheitsgebiet. Die Unterstellung erfolgte unter die Luftflotte 5 und nach der Kapitulation Finnlands ab dem 16. September 1944 formal unter den Kommandierende General der Deutschen Luftwaffe in Norwegen. Ende Dezember 1944 folgte die Umbildung der Dienststelle in das Luftgau-Kommando XVI mit Sitz in Dresden. Durch diese Dienststelle wurde die Ehrenplakette des Luftgaustabes Finnland verliehen.

## Personen

### Kommandierender General
| Dienstgrad          | Name           | Datum                               |
| ------------------- | -------------- | ----------------------------------- |
| General der Flieger | Julius Schulz  | 1. November 1943 bis 23. Juni 1944  |
| General der Flieger | Willi Harmjanz | 23. Juni 1944 bis 19. Dezember 1944 |

### Chef des Stabes
| Dienstgrad | Name                            | Datum                                    |
| ---------- | ------------------------------- | ---------------------------------------- |
| Oberst     | Hans-Jürgen von Cramon-Taubadel | 21. September 1943 bis 18. Dezember 1944 |

## Unterstellung
| Unterstellung                                               | von                | bis                |
| ----------------------------------------------------------- | ------------------ | ------------------ |
| Luftflotte 5                                                | 1. November 1943   | 16. September 1944 |
| Kommandierender General der Deutschen Luftwaffe in Norwegen | 16. September 1944 | 19. Dezember 1944  |

## Unterstellte Verbände
| 17. Juni 1944 | |
| --- | --- |
| 17. Juni 1944 | 13. Flak-Brigade; 1. und 2./Nachtschlachtgruppe 8; I./Schlachtgeschwader 5; 1./Nahaufklärungsgruppe 32; Schwarm Lappland |
| 6. November 1944 | |
| 13. Flak-Brigade; 1. und 2./Nachtschlachtgruppe 8; I./Schlachtgeschwader 5; 1./Nahaufklärungsgruppe 32; Schwarm Lappland | |